# (15810) Arawn
(15810) Arawn – planetoida z grupy obiektów transneptunowych z pasa Kuipera.

## Odkrycie i nazwa
Planetoida została odkryta 12 maja 1994 roku przez astronomów Michaela Irwina oraz Annę Żytkow. Odkrycie zostało dokonane za pomocą 2,5-metrowego teleskopu Newtona, znajdującego się w Obserwatorium Roque de los Muchachos na wyspie La Palma.
Swoją nazwę planetoida otrzymała w styczniu 2017 roku. Pochodzi ona od Arawna – władcy zaświatów (Annwn) w mitologii celtyckiej.

## Orbita
(15810) Arawn jest plutonkiem i znajduje się w rezonansie orbitalnym z Neptunem w stosunku 2:3, podobnie jak planeta karłowata Pluton. Planetoida ta porusza się po stosunkowo ekscentrycznej orbicie, znajdującej się poza Neptunem. Jej orbita nachylona jest do płaszczyzny ekliptyki pod kątem 3,8°. Na jeden obieg wokół Słońca ciało to potrzebuje około 248,7 roku, krążąc w średniej odległości 39,5 au od Słońca. Jej peryhelium wynosi 34,73 au, natomiast aphelium – 44,35 au.

## Właściwości fizyczne
(15810) Arawn ma średnicę szacowaną na ok. 127 km, a jego jasność absolutna to 7,7m.

## Sonda New Horizons
(15810) Arawn obecnie jest stosunkowo blisko Plutona. W kwietniu 2017 roku znajdowała się ona w odległości zaledwie 2,7 au od tej planety karłowatej.
Zanim w 2014 roku odkryto obiekt 2014 MU69, obiekt 1994 JR1 był planowanym celem przelotu sondy New Horizons po zbadaniu Plutona w 2015. Pierwsze zdjęcia planetoidy zostały zrobione przez sondę 2 listopada 2015.